# 金京蘭
金京蘭（韓語：김경란，1977年10月15日—），韓國前女子羽球運動員。
金京蘭在2001年與羅景民一起贏得2001年美國羽球公開賽女子雙打比賽冠軍。然而，在2002年的印尼羽球公開賽上，她僅打到女子單打四分之一決賽。2002年，她在亞運會上獲得銅牌。
她代表韓國參加2002年優霸盃。在對陣中國的決賽中，她出賽第一單打，以7:4、7:3、3:7、3:7、7:5戰勝周蜜。最終韓國隊以1-3落敗而獲得亞軍。